# Mržnja na internetu
Mržnja na internetu kao jedna od formi sajber psihologije koja se karakteriše osjećanjem intenzivne odbojnosti prema nekome ili nečemu u međusobnoj komunikaciji na internetu

## Istorija
Kroz istoriju, različiti filozofi su davali različite definicije mržnje i njenih uzroka. U psihologiji, Sigmund Frojd je definisao mržnju kao stanje ega koje želi da uništi izvor svoje nesrećnosti. U nešto modernijem stanovištu, u knjizi Penguin Dictionary of Psychology (psihološki rječnik) mržnja se opisuje kao „duboko, trajno, jako osjećanje koje izražava animozitet, ljutnju i neprijateljstvo prema osobi, grupi ili predmetu“. Pošto se smatra da je mržnja dugotrajno osjećanje, mnogi psiholozi smatraju da je to više trajni stav osobe nego (privremeno) emocionalno stanje, i da nije produkt interneta, već da je internet pogodno mesto za iskazivanje mržnje.

## Mogući uzroci
Kao mogući uzroci koji olakšavaju iskazivanje mržnje u onlajn grupamam navode se:
Anonimnost objavljenih sadržaja
Socijalna psihologija bogata u brojnim studijama o učinku anonimnosti na ponašanje u onlajn sredini, kao i o razlikama između direktne i računarom posredovane komunikacije, kao glavni argument navodi da komunikacija preko računara dezinhibira ponašanje ljudi kroz oslobađanje od socijalnih i socijetalnih standarda koji regulišu ponašanje. 
Iako ideja da anonimnost podstiče antinormativno ponašanje nema veliku empirijsku podršku, uverenje o tome je široko rasprostranjeno. Međutim, postoje drugi potencijalni razlozi za to što mogućnost da se bude anoniman podstiče proliferaciju ekstremističkih grupa. 
Manja lična odgovornost
Iako je manja lična odgovornost za ponašanje na internetu, to ne znači da ljudi mogu da se ponašaju nemoralno, jer ne moraju za to ponašanje da odgovaraju.
Stoga ne iznenađuje što je internet idealni medijum za ekstremiste, koji mogu da se promovišu i oglašavaju, a da ne snose ličnu odgovornost za ono što rade.
Socijalni identitet grupe
Iz perspektive efekata deindividuacije po modelu socijalnog identiteta. na internetu se javlja i poijava da kada je u publici sopstvena grupa, grupni identiteti mogu biti istaknuti i dovesti do podrške, za izražavanje mržnje od strane istomišljenika u izražavanju normativnih gledišta sopstvene grupe.

## Izražavanje mržnje na internetu
Analizom tehnika ubeđivanja u istraživanju na 30 sajtova koji podstiču mržnju (nacionalističke i rasističke grupe) pokazano je da je najubedljivija tehnika objektivni pristup iskazivanja stavova grupe na neutralan način, bez vređanja (McDonald,1999). 37% sajtova je koristilo ovu tehniku. To je zanimljivo jer ova strategija daje privid racionalnosti i uravnoteženosti sajtova za podsticanje mržnju koji možda neće ubediti nikoga, ali ih bar neće odaljiti od rasističkih i nacionalističkih stavova.
Tehnika iskazivanja stavova grupe na neutralan način
Na oko 30 sajtova koji podstiču mržnju (nacionalističke i rasističke grupe), da je najubedljivija tehnika objektivni pristup iskazivanja stavova grupe na neutralan način, bez vređanja (oko 37% sajtova). Zanimljivo je to što ova strategija daje privid racionalnosti i uravnoteženosti sajtova za podsticanje mržnju koji možda neće ubediti nikoga, ali ih verovatno neće udaljiti od rasističkih i nacionalističkih stavova.
Mržnja prema nebelačkim grupama
U studiji Daglasa i saradnika istraživane su strategije grupa koje propagiraju moć belaca. Istraživači polaze sa stanovišta teorije socijalnog identiteta i pretpostavke da ove grupe postoje jer se s jedne strane osećaju superiornim nad nebelačkim grupama, a s druge se osećaju ugroženo. 
Oni imaju brojne strategije za samopromovisanje koje zavise od njihovog statusa, propustljivosti granica grupe i odnošenja sa drugim grupama. Glavni razlog postojanja ovih grupa je pretnja od strane nebelačkih grupa. Ipak, nema podrške pretpostavci o zalaganju za nasilje i podržavanju konflikta. Umesto toga, oni formiraju socijalno kreativne strategije bez neprijateljskih tendencija. 
Njihove tehnike ubeđivanja su takve da opravdavaju poziciju belaca nad nebelcima. Glavno oruđe belačkih rasista su legalne socijalne i ekonomske osnove za konflikt kao i socijalno kreativni argumenti. Socijalna kreativnost može biti stavljena u svrhe stvaranja konflikta navođenjem članova grupe da osećaju da su u nepovoljnom položaju u odnosu na tuđu grupu.
Govor mržnje
Govor mržnje se manifestuje kroz:
- stvaranje prezira prema određenom licu ili grupi;
- stvaranje negativnog stereotipa prema određenom licu odnosnu grupi;
- podsticanje diskriminacije i neprijateljstva;
- osudu okoline prema određenom licu ili grupi;
- izazivanje osećanja nesigurnosti i straha kod određenog lica/ili pripadnika određene grupe;
- nanošenje fizičkih i psihičkih bolova određenom licu odnosno pripadniku određene grupe;
- upućivanje pretnji određenom licu odnosno grupi;
- podsticanje i izazivanje nasilje prema određenom licu ili grupi;
- stvaranje osećaja kod velikog dela građana da je takvo ponašanje prema određenom licu/grupi društveno poželjno i opravdano;
- izazivanje osećaja kod širokog kruga građana da će takvo ponašanje biti tolerisano, i neće biti predmet odgovornosti.

## Prevencija mržnje na internetu
Prevencija mržnje na internetu može se zaustaviti, cenzurom zabranom pojedinih sadržaja ili sajtova sa takvim sadržajima, ili radom aktivista za antimržnju:
Cenzura
Ustavom mnogih zemalja koji propisuje slobodu izražavanja, ćesto je nemoguće zabraniti sajtova koji podstiču mržnju (bar u SAD). 
Kada se mržnja otvoreno iskazuje ili se svesno ohrabruje nasilje, sajtovi se mogu ugasiti, ali je problem sa sajtovima koji indirektno podstiču mržnju. 
Ipak, cenzurisanje je u suprotnosti sa stanovišta da je internet mesto gde informacije mogu slobodno da teku. U tom smislu nameću se sledeća pitanja:
- Da li je prikladno da pojedinci koji sabotiraju sajtove za mržnju određuju ko može i ko ne može da vidi određene sadržaje?'
- Kako bi uopšte bilo moguće uništiti one sajtove koji su neprihvatljivi i na osnovu kojih kriterijuma?

Nema jednostavnog odgovora što samo ukazuje da je jako problematična cenzure sajtova ove vrste.
Rad aktivista za antimržnju
Mržnja se donekle može smanjiti radiom aktivista antimržnje na internetu, koji svojim zalaganjem mogu suzbili uticaj sajtova za diskriminaciju motrenjem na „neprijatelja ”i radom na povećanju svesnosti o onlajn propagiranju mržnje, kod korisnika interneta.

## Literatura
- Clayton, Russell B.; Nagurney, Alexander; Smith, Jessica R. (2013). „Cheating, Breakup, and Divorce: Is Facebook Use to Blame?”. Cyberpsychology, Behavior, and Social Networking. 16 (10): 717—720. PMID 23745615. doi:10.1089/cyber.2012.0424..